# 에메카 오카포
추쿠에메카 은두부이시 "에메카" 오카포(영어: Chukwuemeka Ndubuisi "Emeka" Okafor, 1982년 9월 28일~)는 미국의 농구 선수이다. 현역 시절 포지션은 센터와 파워 포워드로 전미 농구 협회(NBA)의 샬럿 밥캐츠, 뉴올리언스 호니츠, 워싱턴 위저즈 소속으로 활동했다. 코네티컷 대학교를 졸업한 후 2005년 NBA 드래프트에서 전체 2위로 샬럿 밥캐츠의 지명을 받았으면서 프로 경력을 시작했다. 프로 1년차인 2005년에는 NBA 신인상을 받으며 두각을 드러냈으나 2013년에 목 디스크로 인해 은퇴했다. 이후 2017년에 다시 복귀하여 뉴올리언스 펠리컨스에서 1시즌 간 활동했고 대한민국으로 건너가 한국프로농구의 울산 현대모비스 피버스에서 활동했다. 이후 부상으로 인해 다시 은퇴를 선택했다.